# Hontata
hontata（ホンタタ）は、日本のナレーターである。劇団若草出身。現在は無所属のフリー。
本名　本多千賀子(ホンダチカコ)  女性
1966年6月23日生まれ
AB型
身長159cm

## 来歴
1980年当時の友人であった斉藤こず恵 の薦めでオーディションを受け、13歳で劇団若草に入所。「おち」「こず」と呼び合う間柄。入所式の祝いの挨拶は坂上忍。
落合千賀子から落合里美と改名し俳優を志す
#TBS の2時間ドラマ「荒野のアリア」キャストは滝田栄 田中裕子 等。田中裕子の妹役で出演。
16歳でパニック障害を発症している
18歳で劇団若草を退所
高井事務所社長と共にテレビ局などの挨拶周りなどを経て俳優灰地順氏の元で演技指導を受ける
20歳で活動を休止し結婚し一児の母となっている
活動を再開したきっかけは、夫のキッチンカーカフェの経営を支えるためだという
身体が弱く虚弱体質で、夫のサポートで唯一出来ることが宅録声優だったという
依頼は多いが独特な個性でキャラクターを演じると良くも悪くも聴く人の耳に残りネットが炎上した。しかしその声や演技が好きだという声も上がり始め、ナレーションを始めると隠れファンも増え始めた
本人は一切、メディアには顔を出さず黙々淡々と活動を続けていたが、2020年に個人で始めたツイキャスLIVEで初めて自身の素の部分を見せ、朗読を披露し注目を集めた
今後はナレーションの仕事が主流となり、ファンサービスLIVEでは顔出しもしている
2022年からはライブ配信アプリPococha(ポコチャ)で歌枠と朗読枠もしている